# Tranerne flyver forbi
Tranerne flyver forbi (russisk: Летят журавли) er en sovjetisk spillefilm fra 1957 af Michail Kalatosov.
Filmen foregår under  Anden Verdenskrig og skildrer krigens grusomhed og de skader, der blev påført den sovjetiske psyke som følge af krigen, som i Sovjetunionen var kendt som den Store Fædrelandskrig. Sovjetiske film havde indtil Tranerne flyver forbi i film om anden verdenskrig fokuseret på at fremstille helte og heroisk kamp, men med Tranerne flyver forbi, der blev indspillet efter Stalins død og under tøbruddet under Khrusjtjov, vistes for første gang de mere menneskelige aspekter og konsekvenser af krigen. 
Filmen blev instrueret på Mosfilm af den Georgisk-fødte sovjetiske instruktør Mikhail Kalatosov i 1957 og havde Aleksej Batalov og Tatjana Samoilova i hovedrollerne. Filmen, der i flere scener er filmet med håndholdt kameraføring, blev bearbejdet af Viktor Rozov efter dennes skuespil og vandt Palme d'Or ved Cannes Filmfestival i 1958; den eneste sovjetiske film, der vandt denne pris. 

## Medvirkende
- Tatjana Samojlova som Veronika
- Aleksej Batalov som Boris
- Vasilij Merkurjev som Fjodor Ivanovitj
- Aleksandr Sjvorin som Mark
- Svetlana Kharitonova som Irina